# 포베스 KB
포베스 KB(Forbes KB, 1965년 5월 29일 ~ )는 영국의 배우이다.
던디에서 태어났다.

## 영화
- 코드 레드 (2013년) - 오웬 장군 역
- 컨파인 (2012년)
- 플리즈 홀드 (2011년)
- 휴즈 (2010년)
- 더 데이 오브 더 트리피즈 (2009년)
- 세인트 트리니안스 2 - 프리튼 교장의 황금 전설 (2009년)
- 배더니즈 (2009년)
- 해리 브라운 (2009년)
- 쿵후 플리드 (2009년)
- 잭 세이즈 (2008년)
- 하우 투 루즈 프렌즈 (2008년)
- 남주기 아까운 그녀 (2008년)
- 플러드 (2007년)
- 워터호스 (2007년)
- 플라잉 스코츠맨 (2006년)
- 칠드런 오브 맨 (2006년)
- 하트리스 (2005년)
- 기디온의 딸 (2005년)
- 브이 포 벤데타 (2005년)
- 와이어 인 더 블러드 (2002년)
- 더 빌 (1984년)